# Sala Finlandia
La Sala Finlandia (en finés: Finlandia-talo) es un lugar de congresos y eventos en el centro de Helsinki, en la bahía Töölönlahti, en Finlandia. El edificio, que fue diseñado por el arquitecto Alvar Aalto, se completó en 1971. Cada detalle en el edificio fue diseñado por Aalto. Los diseños se completaron en 1962, con obras construcción entre 1967-1971. El espacio de Congresos fue diseñado en 1970 y construido entre 1973 y 1975. En 2011, el edificio fue ampliado con nuevas instalaciones para exposiciones y reuniones.